# Paracitellus eminens
Paracitellus eminens és una espècie de mamífer rosegador extint de la família dels aplodòntids, que actualment només conté una espècie vivent, el castor de muntanya. Visqué en allò que avui en dia és Alemanya i França durant el Miocè.